# 措特爾巴赫河 (薩勒河支流)
50°24′19.3″N 11°44′7″E / 50.405361°N 11.73528°E
措特爾巴赫河是德國的河流，位於該國東南部，由巴伐利亞負責管轄，屬於薩勒河的左支流，河道全長4.9公里，流域面積8.3平方公里。